# 小腿肚
小腿肚是指位於小腿後部的區域。小腿肚由腓腸肌等肌肉组成。腔室症候群  和静脉曲张等疾病會導致小腿肚肿胀。醫生可以通過小腿肚的周长來評估患者的健康风险。西班牙有一项研究发现，如果一個人的小腿肚周長較短，那他出現营养不良的风险可能比其他人更高。 